# Имперски град
Имперски град (на немски: Reichsstadt) в Свещената римска империя и Средновековна Германия е град, който се подчинява непосредствено на императора. Той има право на представителство, както и право за гласуване, в имперския диет (Парламента). Владетелите на тези градове разполагат със значителна власт, включваща широка автономия (самоуправление).
Данъците на такъв град се плащали директно на императора. През 13 век имперските градове получават големи привилегии.
Освен имперски градове съществували и свободни градове (нем.: freie Städte). Свободните градове се управлявали от князе епископи.